# Ángel Lozano (baloncestista)
Ángel Lozano (Madrid, 9 de enero de 1922 - 16 de junio de 1990) fue un baloncestista español que fue internacional por España.

## Trayectoria
Nacido en Madrid el 9 de enero de 1922, se inicia en el Gimnástica de Madrid, y en el América, donde destacaban los hermanos hispano cubanos Pedro Alonso y Emilio Alonso. En el año 1947, junto con los hermanos Alonso, ficha por el Real Madrid, que por aquel entonces estaba formado por varios jugadores puertorriqueños como Freddy Borrás o Guillermo Galíndez. En el Madrid jugaría 5 años. Fue internacional absoluto con España, participando en el primer mundial disputado, el del año 1950, en la que la selección realizó un pobre papel, acabando en la posición 9 de 10 participantes. Falleció en el año 1990 a los 68 años de edad. 